# خدا به همراهت (تابلو نقاشی)
خدا به همراهت (به انگلیسی: God Speed)، نام یک نقاشی از نقاش انگلیسی، ادموند لیتون است که بانویی را نشان می‌دهد که پارچهٔ قرمزی را به بازوی شوالیهٔ محبوبش می‌بندد. این کار درخواست بازگشت سالم شوالیه از نبرد است و این‌که هر دو دوباره یکدیگر را در سلامت ببینند. مجسمه شیردال در پله‌ها نماد قدرت و شجاعت نظامی است. شوالیه قصد بیرون رفتن از دروازهٔ آهنین قلعه را دارد. ابعاد این نقاشی، ۱۶۰ در ۱۱۶ سانتی‌متر است.
این نقاشی در سال ۱۹۰۰ میلادی در آکادمی سلطنتی هنر به نمایش گذاشته شد و اولین نقاشی از مجموعه نقاشی‌هایی بود که لیتون در سال‌های دههٔ ۱۹۰۰ با موضوع شوالیه‌گری کشید. از دیگر نقاشی‌ها می‌توان به آکولاد (۱۹۰۱) و اهدا (۱۹۰۸) اشاره کرد.

## سرگذشت
این نقاشی پس از خریده شدن از لیتون، در دست افراد مختلفی چرخید و در سال ۱۹۸۸ در کریستیز به فروش گذاشته شد. سپس در مجوعهٔ خصوصی یک آمریکا قرار گرفت و در سال ۲۰۰۰ دوباره در کریستیز فروخته شد و در سال ۲۰۰۷ در ساتبیز به یک مجموعه‌دار انگلیسی فروخته شد. در ماه مه ۲۰۱۰ دوباره به یک مجموعه‌دار خصوصی در ساتبیز فروخته شد.